# 金银国
金银国（1988年10月28日—）是一名朝鲜举重运动员，身高1.55米，他在广州亚运会上以317千克获男子62公斤级比赛中获得亚军。2012年夏季奧林匹克運動會舉重比賽－男子62公斤級中取得金牌。其後，更獲評選為2012年举重项目最佳运动员。